# Genový knockout

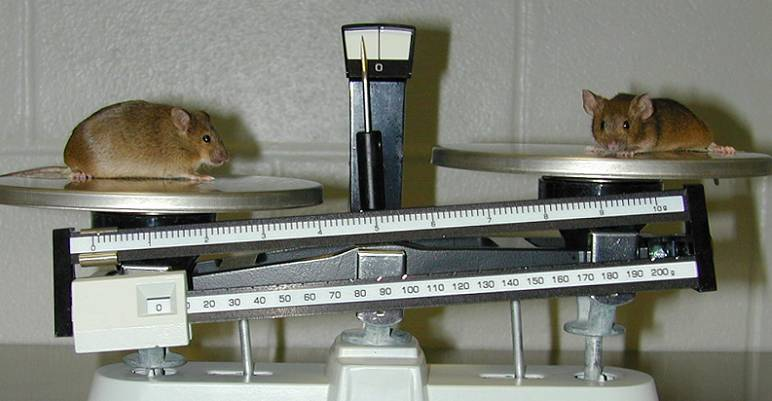
Myš vlevo je produktem genového knockoutu na jistý gen, který, když v těle chybí, vede k obezitě. Srovnání s obyčejnou myší (vpravo)

Genový knockout je metoda genetického inženýrství, která spočívá v záměrné inaktivaci (vyřazení) jistého genu v rámci genomu studovaného organismu. Umožňuje získat představu o roli tohoto vyřazeného genu, protože z mutantního vzhledu (fenotypu) se dá mnohdy usuzovat na jeho funkci. Za rozvoj metody genového knockoutu byla v roce 2007 udělena Nobelova cena za fyziologii a medicínu (Mario Capecchi, Martin Evans, Oliver Smithies).
Jedním z nejčastěji knockoutovaných organismů je laboratorní myš, na níž je možné studovat patologické změny v důsledku vyřazení jednotlivých genů. Mezinárodní konsorcium pro knockout myši (IKMC) registruje v současné době téměř 16 000 knockout buněčných linií myši z celkového množství asi 25 000 známých myších genů (k březnu 2011).